# Urszula Antoniak

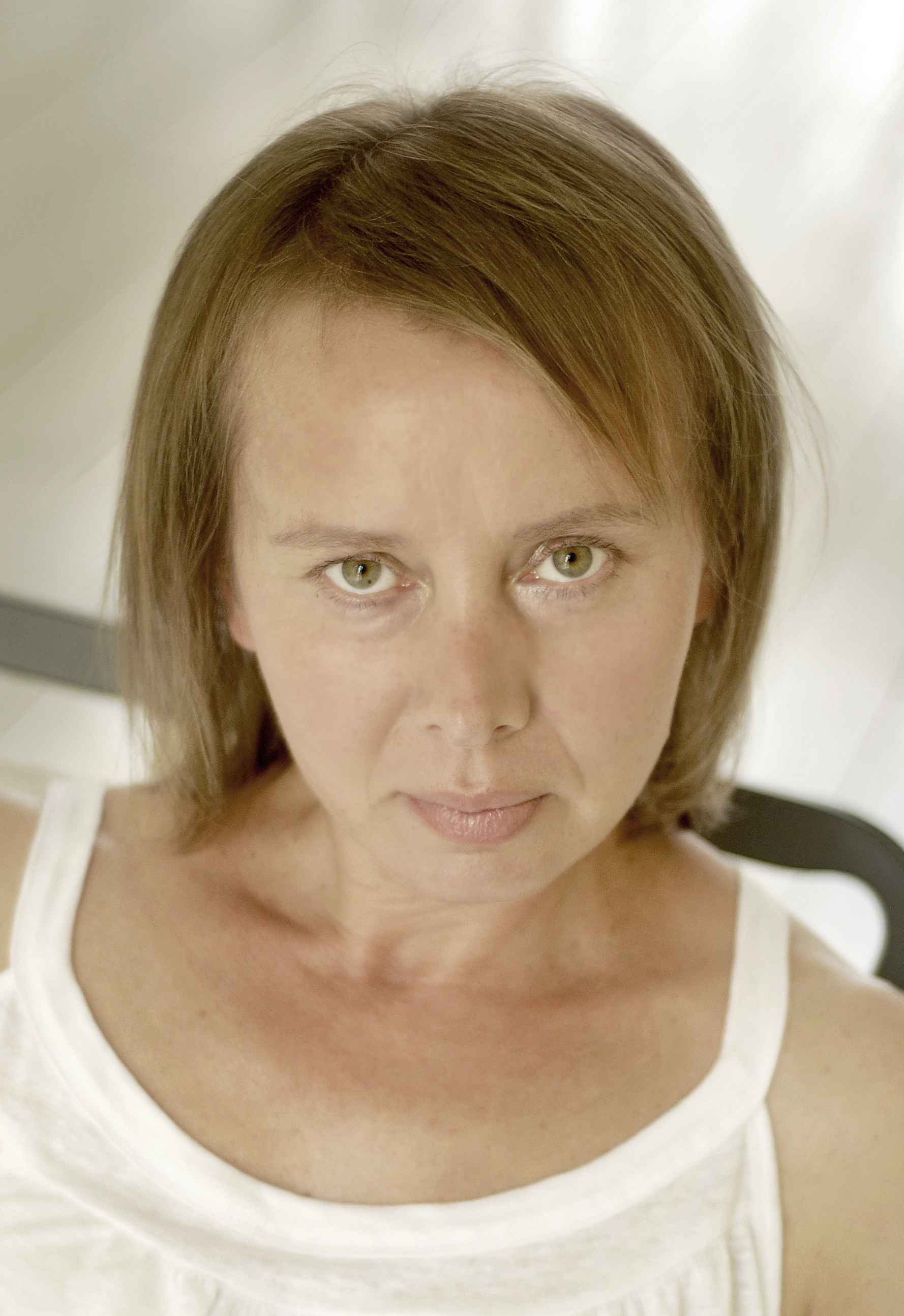
Urszula Antoniak (2010)

Urszula Antoniak (* 1968) ist eine in den Niederlanden lebende polnische Regisseurin. 
Sie hat die polnische und holländische Film-Akademie absolviert. Ihr Film Bijlmer Odyssey war eine der wenigen holländischen Fernsehproduktionen, die auch international vertrieben wurden. Antoniaks Komödie über Integration in Holland Nederlands voor Beginners rief die Aufmerksamkeit des Publikums und der Kritiker hervor. 
Urszula Antoniaks erster Spielfilm fürs Kino ist Nothing Personal, eine irisch-niederländische Co-Produktion mit dem international bekannten Schauspieler Stephen Rea und der Neuentdeckung Lotte Verbeek. Der Film wurde mit sechs Auszeichnungen bedacht, darunter den Preis für das beste Regie-Debüt beim Filmfestival von Locarno.

## Filmografie
- 1993: Vaarwel
- 2004: Bijlmer Odyssey
- 2006: Nederlands voor Beginners
- 2009: Nothing Personal
- 2011: Code Blue
- 2014: Nude Area
- 2017: Beyond Words